# Finale (film)
 For alternative betydninger, se Finale (flertydig). (Se også artikler, som begynder med Finale)
Finale er en dansk film fra 2017, filmen er instrueret af Søren Juul Petersen.

## Medvirkende
- Anne Bergfeld som Agnes
- Karin Michelsen som Belinda
- Kristoffer Fabricius som Benjamin
- Mads Koudal som Kenny

## Eksterne Henvisninger
- Finale på Internet Movie Database (engelsk)
- Finale på Filmdatabasen
- Finale på danskfilmogtv.dk
- Finale på The Movie Database (engelsk)